# Миронов, Вячеслав Николаевич
Вячесла́в Никола́евич Миро́нов (псевдоним, настоящая фамилия — Лазарев; род. 21 января 1966, Кемерово) — российский писатель. Самая известная книга связана с темой первой чеченской войны, в которой он принимал участие.

## Биография
Родился 21 января 1966 года в Кемерово в семье военнослужащего. После окончания средней школы в г. Йошкар-Оле год учился на радиофакультете Марийского политехнического института; в 1984 году поступил в Кемеровское высшее военное командное училище связи им. И. Т. Пересыпкина, которое окончил в 1988 году.
В 1993 году также окончил Высшие курсы военной контрразведки Министерства безопасности Российской Федерации (г. Новосибирск), а в 2004 году — Сибирский юридический институт МВД России.
Военную службу проходил в Кишинёве, Кемерово, Новосибирске, Красноярске, с 1993 года как офицер-контрразведчик. Принимал участие в боевых действиях в Баку (1990), Цхинвали (1991), Приднестровье (1992), Чечне (1995). Был дважды ранен, получил несколько контузий. Награждён орденом Мужества, медалями.
В 1997 году уволен из Вооруженных сил по сокращению штатов. В 1997—2003 гг. служил в Управлении Федеральной службы налоговой полиции РФ по Красноярскому краю (служба упразднена в 2003 году). С июля 2003 года в звании подполковника полиции был сотрудником Управления Федеральной службы РФ по контролю за оборотом наркотиков по Красноярскому краю. По данным на 2016 год работал в АО «Губернские аптеки» заместителем руководителя департамента внутреннего контроля.
Писать начал в 1998 году. Большинство произведений в жанре боевика. В первой книге «Я был на этой войне. Чечня, год 1995» описал своё участие в первой чеченской войне, в штурме Грозного.
Книга выдержала несколько изданий, переведена на болгарский язык, попадала в рейтинги «НГ-Exlibris» и «Дзена».
Публиковался в литературных журналах «Звезда», «День и ночь». Член Союза российских писателей.
Живёт в Красноярске.

## Книги
- «Я был на этой войне. Чечня, год 1995»
- «Не моя война» (в соавторстве с Олегом Маковым)
- «Смертники» (в соавторстве с Олегом Маковым)[13]
- «Капище»
- «Глаза войны» («Охота на Шейха»)
- «Смертная гильза»
- «Дикий батальон»
- «Война 2017. Мы не рабы!»
- «Операция „Паритет“» («Чумовой сюрприз для Лондона»)[1]
- «Славка, Колька, Сашка и самолёт»
- «День курсанта»
- «Особо ценный информатор»
- «Кирпич из Лондона»
- «Вирусный террор»
- «Кровь земли»[14][15][8]

### «Я был на этой войне. Чечня, год 1995» — отзывы
Книга вызвала множество противоречивых отзывов.

Миронов уже почти два года лидер хит-парада читательских симпатий в самой большой русскоязычной электронной библиотеке «Lib.ru». Здесь он удачно конкурирует с Булгаковым, Сент-Экзюпери, Маркесом, братьями Стругацкими и другими классиками мировой литературы. Если честно, я не очень понимаю, как ему это удаётся. Может быть, на фоне всеобщего массового вранья на телевидении и в газетах люди испытывают особо острую тягу к правде жизни вместо «правды искусства».
— Максим Мошков

Мы впервые смогли понять, что там вообще происходит, только благодаря Вячеславу Миронову.
— Николай Расторгуев

Книга капитана Миронова — страшная книга. Ужас античеловечности сгущён в ней до предела. И неважно, происходило ли это с самим автором или он вбил в свой сюжет и опыт других. В любом случае это безжалостная к себе и к миру исповедь русского офицера эпохи российско-чеченской трагедии. В некотором роде — это энциклопедия не только чеченской войны, но и боевых ситуаций, и персонажей вообще… Стараясь писать «правду и только правду», Миронов тем не менее не может избежать боевого молодечества, жутковатой романтизации происходящего. Но это только придаёт психологической достоверности.
— Яков Гордин

Такие тексты лучше всего проникают до глубины душ старых интеллигентов и интеллигенток. Может, им вспоминается что-нибудь вроде «Похищения сабинянок». Я же, чей вкус испорчен вдвойне — и войной и литературой — вижу в этом тексте не отображение войны её участником, а представление о войне человека, который на ней был короткое время, но много слышал о ней, много записывал, — но не был рабочим этой войны. По манере сильно смахивает на штабного или «особиста», побывавшего на войне в командировке. Возможно, моё впечатление не верно, и автор воевал долго и мужественно, но тогда и писать нужно иначе.
— Игорь Фролов

## Премии и конкурсы
- Лауреат конкурса русской сетевой литературы «Тенёта» (2000)
- Премия Фонда им. В. П. Астафьева (2003)[12]
- Премия имени Н. В. Гоголя (2005)
- Лауреат международного открытого конкурса пьес и сценариев для детей и молодёжи «Калейдоскоп-XXI»[7] (2016) — за киносценарий «Славка, Колька, Сашка и самолёт»